# Acalypha insulana
Acalypha insulana é uma espécie de flor do gênero Acalypha, pertencente à família Euphorbiaceae.